# Leopold Infeld
Leopold Infeld (Cracovia, 20 agosto 1898 – Varsavia, 15 gennaio 1968) è stato un fisico polacco, che lavorò a lungo in Canada.
Dopo aver cominciato ad insegnare Fisica all'Università di Leopoli  vinse una borsa di studio per l'estero della Fondazione Rockefeller che gli permise 
di trascorrere del tempo all'Università di Cambridge (1933-1934) dove collaborò con Max Born e divenne membro dell'Accademia polacca delle scienze.

Si interessò alla teoria della relatività, lavorando a fianco di Albert Einstein all'Università di Princeton (1936-1938). I due scienziati collaborarono nella scrittura dell'equazione che descrive il moto delle stelle. Aveva ottenuto un premio di dottorato all'Università Jagellonica di Cracovia nel 1921, e aveva lavorato come assistente e docente all'Università di Leopoli (1930-1933), e quindi come professore all'Università di Toronto durante gli anni 1939-1950.
Dopo il primo utilizzo delle armi nucleari nel 1945, Infeld, come Einstein, divenne un attivista per la pace nel mondo. A causa delle sue attività fu accusato ingiustamente di simpatizzare per il regime comunista. Nel 1950 abbandonò il Canada per fare ritorno in Polonia, sentendo la necessità di aiutare la ricerca scientifica nella Polonia devastata dalla Seconda guerra mondiale.

Nel clima politico fortemente anti-comunista del tempo, molti appartenenti al governo canadese e tra i media ebbero il timore che, lavorando in un paese comunista, egli potesse rivelare il segreto delle armi nucleari. Gli fu tolta la cittadinanza canadese e fu accusato di essere un traditore della patria.
Dopo il ritorno in Polonia, gli fu negata la richiesta di aspettativa dall'Università di Toronto. Nel 1995 la stessa Università farà ammenda, assegnando a Infeld il titolo di professore emerito.

Infeld diventò professore all'Università di Varsavia, dove mantenne la cattedra fino alla sua morte.
Infeld fu uno degli 11 firmatari del Manifesto Russell-Einstein nel 1955, e fu l'unico firmatario a non ricevere un Premio Nobel.

## Pubblicazioni
Infeld scrisse assieme ad Einstein The Evolution of Physics (un trattato storico sulla teoria della fisica).

Infeld è l'autore di "Quest: An Autobiography" e della biografia "Whom the Gods Love: The Story of Évariste Galois".
- Albert Einstein, Leopold Infeld, L'evoluzione della fisica, Tradotto da Adele Graziadei, Torino, Bollati Boringhieri, 1965, ISBN 88-339-0025-8.
- Leopold Infeld, Introduzione alla fisica moderna, Editori Riuniti, Roma, 1972.